# Het Blijft in de Familie
Het Blijft in de Familie is de 52ste aflevering van VTM's politieserie Zone Stad. De aflevering werd in Vlaanderen voor het eerst uitgezonden op 24 november 2008.

## Gastrollen
- Gina Brondeel - Melissa Flemings
- Bert Cosemans - Willem Sanders
- Arne De Tremerie - Stijn
- Davy Gilles - Robbe Meulemans
- Ivan Pecnik - Wim Jacobs
- Fabienne Rousseau - Mich Nelis
- Lut Tomsin - Jeanine Segers
- Jeroen Van Dyck - Jan De Ridder
- Stijn Van Kessel - Uitbater

## Trivia
- Voormalig castlid Ivan Pecnik herneemt in deze aflevering zijn rol van Wim Jacobs.